# Xıl
Xıl är en ort i Azerbajdzjan.   Den ligger i distriktet Masallı Rayonu, i den sydöstra delen av landet, 190 km sydväst om huvudstaden Baku. Antalet invånare är 3 848.
Terrängen runt Xıl är platt, och sluttar österut. Runt Xıl är det ganska tätbefolkat, med 192 invånare per kvadratkilometer.. Närmaste större samhälle är Arkewan, 8,5 km nordväst om Xıl.
Trakten runt Xıl består till största delen av jordbruksmark.